# Saison 4 de Skam France
Chronologie
Saison 3 Saison 5
Cet article présente le guide des épisodes de la quatrième saison de la web-série française Skam France.

## Synopsis de la saison
Cette saison est centrée sur le personnage d'Imane Bakhellal et de la question du rapport à la foi et du racisme.
C’est la première fois qu'une jeune fille musulmane portant le voile a un rôle central dans une série télévisée française.

## Distribution

### Acteurs principaux
- Assa Sylla : Imane Bakhellal
- Axel Auriant : Lucas Lallemant
- Marilyn Lima : Manon Demissy
- Philippine Stindel : Emma Borgès
- Anne-Sophie Soldaïni : Chloé Farge-Jeanson
- Coline Preher : Alexia « Alex » Martineau
- Laïs Salameh : Sofiane Alaoui
- Léo Daudin : Yann Cazas
- Lula Cotton-Frapier : Daphné Lecomte
- Maxence Danet-Fauvel : Eliott Demaury
- Moussa Sylla : Idriss Bakhellal
- Paul Scarfoglio : Basile Savary
- Robin Migné : Arthur Broussard
- Théo Christine : Alexandre Delano
- Zoé Marchal : Ingrid Spielman

### Acteurs récurrents et invités
- Aliénor Barré : Lisa
- Bibi Tanga : père d'Imane
- Caroline Tillette : prof de SVT
- Édouard Eftimakis : Mickael
- Gigi Ledron : mère d'Imane
- Michel Biel : Charles Munier
- Julie Boulanger : productrice clip Corentin
- Julie Tatukila : Marième
- Julien Farrugia : prof de français
- Lamia Menioui : fille soirée
- Miveck Packa : Binta
- Olivia Côte : infirmière du lycée
- Paul Flouret : Corentin
- Raphaël Magnabosco : réalisateur clip Corentin
- Sandrine Salyeres : Jamila
- Scotty Bernard : ami Idriss
- Soumaye Bocoum : Lamia
- Soundos Mosbah : Inès

## Équipe technique
- Créatrice : Julie Andem
- Réalisateur : David Hourrègue
- Adaptation : Cyril Tysz, Clémence Lebatteux, Karen Guillorel, Julien Capron
- Scénarios : Niels Rahou, Clémence Lebatteux, Marine Josset, Fanny Talmone, Jean-Baptiste Vandroy, Delphine Agut

## Liste des épisodes
1. Je te fais confiance
2. Juste toi et moi
3. (Presque) parfait
4. Un peu seule parfois
5. Friendzone
6. La Nature humaine
7. Mauvaise stratégie
8. Seule
9. Mes looseuses préférées
10. Le jour de l'Aïd

### Épisode 1:Je te fais confiance
- France : 
  - 5 avril 2019 à 18 h sur France.tv
  - 7 avril 2019 à 20 h 40 sur France 4

Cet épisode comporte huit séquences.
- Séquence 1 – Bad ass : diffusée le samedi 30 mars 2019 à 12 h 32
- Séquence 2 – Zone érogène : diffusée le dimanche 31 mars 2019 à 11 h 4
- Séquence 3 – Content de te revoir : diffusée le dimanche 31 mars 2019 à 15 h 40
- Séquence 4 – La confiance règne : diffusée le lundi 1er avril 2019 à 20 h 47
- Séquence 5 – Partir à 5 : diffusée le mercredi 3 avril 2019 à 13 h 6
- Séquence 6 – Mâle alpha : diffusée le mercredi 3 avril 2019 à 14 h 12
- Séquence 7 – Tu viens danser ? : diffusée le vendredi 5 avril 2019 à 21 h 2
- Séquence 8 – Rien en commun : diffusée le vendredi 5 avril 2019 à 22 h 44

### Épisode 2:Juste toi et moi
- France : 
  - 12 avril 2019 à 18 h sur France.tv
  - 14 avril 2019 à 20 h 40 sur France 4

Cet épisode comporte six séquences.
- Séquence 1 – SOFION : diffusée le samedi 6 avril 2019 à 11 h 4
- Séquence 2 – Sextape : diffusée le lundi 8 avril 2019 à 10 h 56
- Séquence 3 – Là où on met le doigt : diffusée le mardi 9 avril 2019 à 10 h 14
- Séquence 4 – L'homme parfait : diffusée le mercredi 10 avril 2019 à 18 h 13
- Séquence 5 – Il te plait : diffusée le jeudi 11 avril 2019 à 12 h 48
- Séquence 6 – Juste toi et moi : diffusée le vendredi 12 avril 2019 à 21 h 18

### Épisode 3:(Presque) parfait
- France : 
  - 19 avril 2019 à 18 h sur France.tv
  - 21 avril 2019 à 20 h 40 sur France 4

Cet épisode comporte sept séquences.
- Séquence 1 – Beurk-sur-Mer : diffusée le lundi 15 avril 2019 à 10 h 18
- Séquence 2 – Une réputation à tenir : diffusée le mardi 16 avril 2019 à 19 h 3
- Séquence 3 – C'est chanmé comme plan : diffusée le mercredi 17 avril 2019 à 21 h 24
- Séquence 4 – Pas une super bonne idée : diffusée le mercredi 17 avril 2019 à 21 h 45
- Séquence 5 – Mon frère préféré : diffusée le jeudi 18 avril 2019 à 17 h 18
- Séquence 6 – Plus que parfait : diffusée le vendredi 19 avril 2019 à 21 h 16
- Séquence 7 – Pas comme les autres : diffusée le vendredi 19 avril 2019 à 22 h 53

### Épisode 4:Un peu seule parfois
- France : 
  - 26 avril 2019 à 18 h sur France.tv
  - 28 avril 2019 à 20 h 40 sur France 4

Cet épisode comporte sept séquences.
- Séquence 1 – Bechdel : diffusée le samedi 20 avril 2019 à 13 h 47
- Séquence 2 – Gênant : diffusée le lundi 22 avril 2019 à 18 h 49
- Séquence 3 – Bounty gril : diffusée le mardi 23 avril 2019 à 17 h 23
- Séquence 4 – Tellement seule parfois : diffusée le mercredi 24 avril 2019 à 15 h 41
- Séquence 5 – Twister : diffusée le vendredi 26 avril 2019 à 21 h 23
- Séquence 6 – La meilleure personne que je connaisse : diffusée le vendredi 26 avril 2019 à 22 h 47
- Séquence 7 – Avec toi c'est facile : diffusée le vendredi 26 avril 2019 à 23 h 58

### Épisode 5:Friendzone
- France : 
  - 3 mai 2019 à 18 h sur France.tv
  - 5 mai 2019 à 20 h 40 sur France 4

Cet épisode comporte sept séquences.
- Séquence 1 – L'ami du petit-déjeuner : diffusée le samedi 27 avril 2019 à 9 h 23
- Séquence 2 – On a qu'à demander à Sofiane : diffusée le lundi 29 avril 2019 à 10 h 23
- Séquence 3 – Les grandes figures de femmes dans l'Islam : diffusée le mardi 30 avril 2019 à 18 h 45
- Séquence 4 – T'as changé : diffusée le jeudi 2 mai 2019 à 10 h 23
- Séquence 5 – Faut que tu profites : diffusée le jeudi 2 mai 2019 à 17 h 47
- Séquence 6 – Surprise : diffusée le vendredi 3 mai 2019 à 20 h 12
- Séquence 7 – Move on bitch : diffusée le vendredi 3 mai 2019 à 22 h 46

### Épisode 6:La Nature humaine
- France : 
  - 10 mai 2019 à 18 h sur France.tv
  - 12 mai 2019 à 20 h 40 sur France 4

Cet épisode comporte sept séquences.
- Séquence 1 – Pourris leur relation : diffusée le samedi 4 mai 2019 à 9 h 12
- Séquence 2 – Tu me pardonnes ? : diffusée le lundi 6 mai 2019 à 15 h 15
- Séquence 3 – Juste une question de temps : diffusée le lundi 6 mai 2019 à 19 h 15
- Séquence 4 – Fashion police : diffusée le mardi 7 mai 2019 à 17 h 23
- Séquence 5 – Aucun malaise : diffusée le mercredi 8 mai 2019 à 15 h 31
- Séquence 6 – Battle de zouz : diffusée le jeudi 9 mai 2019 à 17 h 23
- Séquence 7 – Quand on parle du loup : diffusée le vendredi 10 mai 2019 à 16 h 36

### Épisode 7:Mauvaise stratégie
- France : 
  - 17 mai 2019 à 18 h sur France.tv
  - 19 mai 2019 à 20 h 40 sur France 4

Cet épisode comporte sept séquences.
- Séquence 1 – Team Sofiane : diffusée le lundi 13 mai 2019 à 8 h 53
- Séquence 2 – La convention des babtous : diffusée le mardi 14 mai 2019 à 17 h 12
- Séquence 3 – Repas de famille : diffusée le mardi 14 mai 2019 à 21 h 56
- Séquence 4 – Phase cheloue : diffusée le mercredi 15 mai 2019 à 14 h 28
- Séquence 5 – Arrête de me parler : diffusée le mercredi 15 mai 2019 à 16 h 53
- Séquence 6 – Ça va partir en couille : diffusée le vendredi 17 mai 2019 à 10 h 17
- Séquence 7 – Tout lui expliquer : diffusée le vendredi 17 mai 2019 à 21 h 43

### Épisode 8:Seule
- France : 
  - 24 mai 2019 à 18 h sur France.tv
  - 26 mai 2019 à 20 h 40 sur France 4

Cet épisode comporte sept séquences.
- Séquence 1 – Comme une merde : diffusée le samedi 18 mai 2019 à 11 h 27
- Séquence 2 – Drama : diffusée le dimanche 19 mai 2019 à 14 h 33
- Séquence 3 – Raciste : diffusée le lundi 20 mai 2019 à 8 h 54
- Séquence 4 – Craquage : diffusée le lundi 20 mai 2019 à 18 h 15
- Séquence 5 – Une meuf bien : diffusée le mercredi 22 mai 2019 à 11 h 54
- Séquence 6 – Retrouver ma fille : diffusée le jeudi 23 mai 2019 à 19 h 2
- Séquence 7 – Désolée : diffusée le vendredi 24 mai 2019 à 16 h 43

### Épisode 9:Mes looseuses préférées
- France : 
  - 31 mai 2019 à 18 h sur France.tv
  - 2 juin 2019 à 20 h 40 sur France 4

Cet épisode comporte huit séquences.
- Séquence 1 – Mes looseuses préférées : diffusée le dimanche 26 mai 2019 à 15 h 31
- Séquence 2 – Française : diffusée le lundi 27 mai 2019 à 8 h 47
- Séquence 3 – Fin de crise : diffusée le mardi 28 mai 2019 à 21 h 59
- Séquence 4 – Imagine : diffusée le mercredi 29 mai 2019 à 18 h 45
- Séquence 5 – Courage habibti : diffusée le jeudi 30 mai 2019 à 22 h 8
- Séquence 6 – C'est pas mort : diffusée le vendredi 31 mai 2019 à 15 h 21
- Séquence 7 – Des sentiments pour toi : diffusée le vendredi 31 mai 2019 à 21 h 23
- Séquence 8 – Pas si ça sert à rien : diffusée le vendredi 31 mai 2019 à 21 h 48

### Épisode 10:Le jour de l'Aïd
- France : 
  - 7 juin 2019 à 18 h sur France.tv
  - 9 juin 2019 à 20 h 40 sur France 4

Cet épisode comporte six séquences.
- Séquence 1 – Pas de pression : diffusée le mardi 4 juin 2019 à 7 h 59
- Séquence 2 – Intégrée : diffusée le mardi 4 juin 2019 à 10 h 18
- Séquence 3 – À cause d'un garçon : diffusée le mardi 4 juin 2019 à 13 h 47
- Séquence 4 – T'aurais pu faire pire : diffusée le mardi 4 juin 2019 à 17 h 48
- Séquence 5 – Aïd Moubarak : diffusée le mardi 4 juin 2019 à 19 h 2
- Séquence 6 - La réponse : diffusée le mardi 4 juin 2019 à 20 h 33